# MF文庫J輕小說新人獎
MF文庫J輕小說新人獎（日语：MF文庫Jライトノベル新人賞），是角川公司（KADOKAWA）的旗下品牌Media Factory所主辦之輕小說新人獎。以三個月為單位，每年舉辦四次的預備審查，然後再從中選出整年的最優秀獎（亦有從缺的情況：到2007年九月為止，沒有出現過最優秀獎）。佳作以上的作品會由同社的輕小說文庫《MF文庫J》出版。
最優秀獎得獎者可以得到正賞的獎牌與副賞100萬日元，優秀獎50萬日元，佳作10萬日元。通過三次審查的作品，無論最終是否得獎，作者會獲邀至MF文庫J編輯部與編輯者面對面對話。

## 得獎作品
系列作有不同副標題時，可能有會省去獲獎作副標題的情況。未有中文書名以日文原名表示。本表不含以最终审核作者身份出道之作者。
| 回數              | 獎項          | 標題 （出版時標題）                                                                                           | 作者 （出版時筆名）           | 其他                          |
| ----------------- | ------------- | --- | ----------------------------- | ----------------------------- |
| 第0回 （2004年）  | 優秀獎        | 幽靈戀人 | 平坂讀                        | 東立出版社代理 新星出版社代理 |
| 第0回 （2004年）  | 佳作          | | 羽田奈緒子                    |                               |
| 第1回 （2005年）  | 優秀獎        | （青葉君與宇宙人）                                                                                            | 秋鳴 （松野秋鳴）             | 東立出版社代理                |
| 第1回 （2005年）  | 佳作          | 陰沉少女與黑魔法之戀                                                                                          | 熊谷雅人                      | 尖端出版代理                  |
| 第1回 （2005年）  | 佳作          | （我的狐仙女友）                                                                                              | 名波薰2号 （西野勝海）        | 尖端代理                      |
| 第1回 （2005年）  | 佳作          | 魔像怪X少女                                                                                                   | 大凹友数                      | 東立出版社代理                |
| 第1回 （2005年）  | 編輯長 特別獎 | 蟲、眼球、泰迪熊                                                                                              | 日日日                        | 尖端代理                      |
| 第1回 （2005年）  | 審査員 特別獎 | （） | 月見草平                      |                               |
| 第1回 （2005年）  | 審査員 特別獎 | 聖誕節萬歲 | 三浦勇雄                      | 東立出版社代理                |
| 第1回 （2005年）  | 審査員 特別獎 | （） | （須堂項）                    |                               |
| 第2回 （2006年）  | 優秀獎        | （在暗夜中尋找羔羊）                                                                                          | 穂史賀雅也                    | 東立出版社代理                |
| 第2回 （2006年）  | 佳作          | | 岡崎新之助 （内山靖二郎）     |                               |
| 第2回 （2006年）  | 佳作          | World's tale 〜a girl meets the boy〜 （悠久展望台のカイ）                                                                    | 矢塚 （早矢塚かつや）         |                               |
| 第3回 （2007年）  | 優秀獎        | （少女大神！地方都市傳說大全）                                                                                | 安宅代智 （比嘉智康）         | 尖端代理                      |
| 第3回 （2007年）  | 優秀獎        | 宙士諾德 | 赤松中学                      | 尖端代理                      |
| 第3回 （2007年）  | 佳作          | 魔女的紅線 | 田口一                        | 東立出版社代理                |
| 第3回 （2007年）  | 佳作          | 失落的碎片 | 星家なこ                      | 尖端代理                      |
| 第3回 （2007年）  | 佳作          | 七位連一 |                               |                               |
| 第4回 （2008年）  | 優秀獎        | 我甜蜜的苦澀委內瑞拉                                                                                          | 森田季節                      | 東立出版社代理                |
| 第4回 （2008年）  | 審査員 特別獎 | | 悠レイ （石川ユウヤ）         |                               |
| 第4回 （2008年）  | 審査員 特別獎 | 我倆開始征服世界                                                                                              | 岡崎登 （おかざき登）         | 東立出版社代理                |
| 第4回 （2008年）  | 佳作          | | 磯葉哲 （葉村哲）             |                               |
| 第4回 （2008年）  | 佳作          | 德魯伊來囉！                                                                                                  | 志瑞祐麒 （志瑞祐）           | 東立出版社代理                |
| 第4回 （2008年）  | 佳作          | （九之契約書）                                                                                                | 二階堂紘史 （二階堂紘嗣）     | 東立出版社代理                |
| 第4回 （2008年）  | 佳作          | （戀愛超能力）                                                                                                | 樋口モグラ （樋口司）         | 東立出版社代理                |
| 第5回 （2009年）  | 最優秀獎      | （迷茫管家與膽怯的我）                                                                                        | 朝野始                        | 尖端代理 天聞角川代理         |
| 第5回 （2009年）  | 優秀獎        | 失禮了！我是垃圾桶妖怪                                                                                        | 岩波零                        | 東立出版社代理                |
| 第5回 （2009年）  | 審査員 特別獎 | （極道彼女）                                                                                                  | 三原みつき                    | 東立出版社代理                |
| 第5回 （2009年）  | 佳作          | （） | 斉藤真也                      |                               |
| 第5回 （2009年）  | 佳作          | One-seventh Dragon Princess （竜王女は天に舞う）                                                                              | 北元あきの                    |                               |
| 第5回 （2009年）  | 佳作          | 不吸血的吸血鬼                                                                                                | 刈野ミカタ                    | 東立出版社代理                |
| 第5回 （2009年）  | 佳作          | （） | 三門鉄狼                      |                               |
| 第6回 （2010年）  | 最優秀獎      | （變態王子與不笑貓）                                                                                          | 天出だめ （相乐总）           | 尖端代理 天聞角川代理         |
| 第6回 （2010年）  | 優秀獎        | 食神 （喰 -kuu-） | やすだ柿 （内田俊）           |                               |
| 第6回 （2010年）  | 佳作          | （） | 無一 （伊上円）               |                               |
| 第6回 （2010年）  | 佳作          | 冬木冬樹 |                               |                               |
| 第6回 （2010年）  | 佳作          | （） |                               |                               |
| 第6回 （2010年）  | 佳作          | （月神來我家！）                                                                                              | 後藤祐迅                      | 東立出版社代理 天聞角川代理   |
| 第6回 （2010年）  | 佳作          | （美少女幽靈的戀愛效應）                                                                                      | 壱日千次                      | 東立出版社代理                |
| 第7回 （2011年）  | 最優秀獎      | 會飛的豬還是豬？                                                                                              | 猫飯美味し （涼木行）         | 東立出版社代理                |
| 第7回 （2011年）  | 優秀獎        | （T、內褲、好運到）                                                                                           | 木村大志 （本村大志）         | 尖端代理                      |
| 第7回 （2011年）  | 審査員 特別獎 | | 千羽カモメ                    |                               |
| 第7回 （2011年）  | 佳作          | Over Image 超異能遊戲                                                                                         | 永藤 （遊佐真弘）             | 東立出版社代理                |
| 第7回 （2011年）  | 佳作          | 你並不孤單！                                                                                                  | こいわいハム （小岩井蓮二）   | 東立出版社代理                |
| 第8回 （2012年）  | 最優秀獎      | （白銀的救世機）                                                                                              | 天埜冬景                      | 尖端代理                      |
| 第8回 （2012年）  | 優秀獎        | （失敗禁止！美少女的祕密不側漏！）                                                                            | 真崎政宗                      | 尖端代理                      |
| 第8回 （2012年）  | 審査員 特別獎 | | 方玖舞文                      |                               |
| 第8回 （2012年）  | 審査員 特別獎 | （沉睡魔女 1 轉學少女的魔術戰略）                                                                             | 真野真央                      | 東立代理                      |
| 第8回 （2012年）  | 審査員 特別獎 | [ 4 ] | 緋奈川イド                    |                               |
| 第8回 （2012年）  | 佳作          | （瑠璃色的瞎扯淡日常）                                                                                        | 伊達康                        | 尖端代理                      |
| 第8回 （2012年）  | 佳作          | （拜託，再給我五分鐘！）                                                                                      | 境京亮                        | 尖端代理                      |
| 第8回 （2012年）  | 佳作          | （忘却の軍神と装甲戦姫）                                                                                      | ノベロイド二等兵 （鏡銀鉢）   |                               |
| 第8回 （2012年）  | 佳作          | 中島三四郎 （弥生志郎）                                                                                       |                               |                               |
| 第8回 （2012年）  | 佳作          | （舞風的鎧姬）                                                                                                | 肉Q （小山タケル）            | 東立出版社代理                |
| 第8回 （2012年）  | 佳作          | （森羅万象統御者）                                                                                            | 水月紗鳥                      | 青文出版社代理                |
| 第9回 （2013年）  | 最優秀獎      | 人間と魔物がいる世界 （MONSTER DAYS）                                                                         | そぼろそぼろ （扇友太）       |                               |
| 第9回 （2013年）  | 優秀獎        | パンツ・ミーツ・ガール （ストライプ・ザ・パンツァー）                                                         | 為三                          |                               |
| 第9回 （2013年）  | 審査員 特別獎 | 穢れ聖者のエク・セ・レスタ                                                                                    | 新見聖                        |                               |
| 第9回 （2013年）  | 佳作          | サイコロの裏 （ダイス・マカブル ～definitional random field～）                                               | 草木野鎖                      |                               |
| 第9回 （2013年）  | 佳作          | シンクロ・インフィニティ――Synchro ∞―― （仮想領域のエリュシオン）                                              | 上智一麻                      |                               |
| 第9回 （2013年）  | 佳作          | 猫耳天使と恋するリンゴ                                                                                        | 花間燈                        |                               |
| 第10回 （2014年） | 最優秀獎      | Yの紋章師 | 越智文比古                    |                               |
| 第10回 （2014年） | 優秀獎        | 阿頼耶識冥清の非日常 （逃奏劇リアクターズ）                                                                   | 塀流通留                      |                               |
| 第10回 （2014年） | 審査員 特別獎 | 救われる世界と生贄少女の変なカミサマ 〜でも、願いはちゃんと叶えてくれます〜 （イケニエハッピートリガー）      | 未味なり太                    |                               |
| 第10回 （2014年） | 佳作          | 底辺かける高嶺の花 （ひとりで生きるもん!）                                                                    | 鎌倉となり （暁雪）           |                               |
| 第11回 （2015年） | 最優秀獎      | 白盾騎士団・営業部 （ギルド〈白き盾〉の夜明譚）                                                               | 方波見咲                      |                               |
| 第11回 （2015年） | 優秀獎        | ざるそば（かわいい）                                                                                          | つちせ八十五 （つちせ八十八） |                               |
| 第11回 （2015年） | 審査員 特別獎 | 『レストラン・フォリオーズ』の歪な業務記録 （俺と魔物の異世界レストラン）                                     | 落合祐輔                      |                               |
| 第11回 （2015年） | 佳作          | 球形世界の定戯式士 （天牢都市〈セフィロト〉）                                                                 | 秋月コウ （秋月煌介）         |                               |
| 第11回 （2015年） | 佳作          | ダメ魔騎士の英雄道 （ダメ魔騎士の英雄煌路）                                                                   | 和白 （藤木わしろ）           |                               |
| 第12回 （2016年） | 最優秀獎      | テクノマギア・モンスターズ! （境域のアルスマグナ 緋の龍王と恋する蛇女神）                                     | えどたろう （絵戸太郎）       |                               |
| 第12回 （2016年） | 優秀獎        | （） |                               |                               |
| 第12回 （2016年） | 佳作          | （） | （）                          |                               |
| 第13回 （2017年） | 最優秀獎      | （我的快轉戀愛喜劇）                                                                                          | （樫本燕）                    | 台灣角川代理                  |
| 第13回 （2017年） | 優秀獎        | （戀愛必勝女神！）                                                                                            | 銀乃英介 （まほろ勇太）                 | 台灣角川代理                  |
| 第13回 （2017年） | 審査員 特別獎 | （廢柴勇者下剋上）                                                                                            |                               | 台灣角川代理                  |
| 第13回 （2017年） | 審査員 特別獎 | （口是心非的冰室同學 從好感度100％開始的毒舌女子追求法）                                                      | （）                          | 台灣角川代理                  |
| 第13回 （2017年） | 佳作          | （老師的新娘是16歲的合法蘿莉？）                                                                              | 青空雲 （さくらいたろう）     | 台灣角川代理                  |
| 第13回 （2017年） | 佳作          | （交叉連結——與電腦神姬春風的互換身體完全遊戲攻略）                                                            | 久追遥希                      | 台灣角川代理                  |
| 第14回 （2018年） | 最優秀獎      | | 林若葉                        |                               |
| 第14回 （2018年） | 優秀獎        | | 春楡遥                        |                               |
| 第14回 （2018年） | 審査員 特別獎 | |                               |                               |
| 第14回 （2018年） | 佳作          | | hiro                          |                               |
| 第15回 （2019年） | 最優秀賞      | 探偵はもう、死んでいる （偵探已經，死了。）                                                                   | 二語十                        | 尖端代理                      |
| 第15回 （2019年） | 優秀獎        | （） | 月見秋水                      |                               |
| 第15回 （2019年） | 優秀獎        | （） | 鶏卵 （鶏卵うどん）           |                               |
| 第15回 （2019年） | 審査員 特別獎 | （―異能―） | 落葉沙夢                      |                               |
| 第15回 （2019年） | 佳作          | （） | ひなちほこ                    |                               |
| 第15回 （2019年） | 佳作          | （） | 端木基樹 （五月什一）         |                               |
| 第16回 （2020年） | 最優秀賞      | 姉と俺とでチヨダク王国裁判所 （チヨダク王国ジャッジメント 姉と俺とで異世界最高裁判所）                        | 緑青漠 （紅玉ふくろう）       |                               |
| 第16回 （2020年） | 優秀賞        | 殺したガールと他殺志願者                                                                                      | 森林梢                        |                               |
| 第16回 （2020年） | 審査員 特別賞 | PAY DAY〜青春時代を賭けた生存戦争〜 （PAY DAY 日陰者たちの革命）                                              | 達間涼                        |                               |
| 第16回 （2020年） | 佳作          | 先輩と呼んでくれる女の子は後輩だけとは限らない （同い年の先輩が好きな俺は、同じクラスの後輩に懐かれています） | 凪の彼方 （凪乃彼方）         |                               |
| 第17回 （2021年） | 最優秀賞      | 泥帽子 | 両生類かえる                  |                               |
| 第17回 （2021年） | 優秀賞        | 俺の姉は異世界最強の支配者『らしい』 （お姉ちゃんといっしょに異世界を支配して幸せな家庭を築きましょ?）                                                                     | 佐藤愛染 （雨井呼音）         |                               |
| 第17回 （2021年） | 審査員 特別賞 | ラブ・ゲームはハッカ味 （問一、永遠の愛を証明せよ。 ヒロイン補正はないものとする。）                                                                                   |                               |                               |

## 關聯條目
- MF文庫J

## 腳註
1. ↑  以2004年7月，新人賞創設以前投稿到編輯部的作品為對象。
2. ↑  本屆編輯長特別獎因評審期間日日日以《在遙遠彼方的小千》（新風舍）出道，不合參賽條件（僅限未在他社出道的新人）而特別設置。
3. ↑  與第1回史克威爾艾尼克斯輕小說大賞（入選）・第2回MEGAMI小說大賞（金賞）同時獲獎，出版順序為本作最先。
4. ↑  .   [2012-12-18]. （原始内容存档于2014-01-06）.

## 外部連結
- （日語） MF文庫J輕小說新人獎 （页面存档备份，存于）